# 15.º Ejército (Alemania)
El 15.º Ejército (en alemán: 15. Armee) fue un ejército de campo de la Wehrmacht en la II Guerra Mundial.

## Historia
El 15.º Ejército fue activado en la Francia ocupada el 15 de enero de 1941 con el General Curt Haase al mando. Cumplía con las tareas de ocupación y defensa en el área del Paso de Calais.
Los Aliados desembarcaron más al oeste, en la Operación Overlord, durante junio de 1944. Después, el 15.º Ejército fue retirado a los Países Bajos, donde luchó contra los Aliados durante la Operación Market Garden en septiembre de 1944.
Fue derrotado por el Primer Ejército Canadiense en la batalla de Scheldt durante la cual el Cuartel General del Ejército en Dordrecht fue objeto de un ataque masivo de Hawker Typhoons de la Segunda Fuerza Aérea Táctica el 24 de octubre de 1944. Dos generales y 70 otros oficiales del estado mayor murieron en el ataque.
Durante octubre de 1944 el 15.º Ejército continuó la resistencia contra el Primer Ejército Canadiense y el Segundo Ejército Británico mientras presionaban al oeste desde el saliente de Nijmegen/Eindhoven en la Operación Faisán.
El Segundo Ejército Británico despejó el 15.º Ejército del Triángulo de Roer durante la Operación Blackcock, haciéndolo retroceder hacia los ríos Rur y Wurm. Estuvo involucrado en la batalla del bosque de Hurtgen antes de rendirse finalmente junto al río Ruhr en 1945.
En la actualidad, el anterior Cuartel General del 15.º Ejército en Tourcoing, al norte de Lille en Francia, es un museo.

## Orden de batalla en septiembre de 1944
- LXVII Cuerpo, General der Infanterie Otto Sponheimer
  - 64.ª División de Infantería - Generalmajor Knut Eberding - atrapado y destruido en la bolsa de Breskens
  - 70.ª División Estática - Generalleutnant Wilhelm Daser - ocupó el Sur de Beveland y Walcheren en el Scheldt
  - 346ª División de Infantería - Generalleutnant Erich Diestel
  -  711ª División Estática - Generalleutnant Josef Reichert
  -  719ª División Costera - Generalleutnant Karl Sievers - Transferido al 1.º Ejército de Paracaidistas el 4 de septiembre.
- LXXXVIII Cuerpo, General der Infanterie Hans-Wolfgang Reinhard
  -  59.ª División de Infantería - Generalleutnant Walter Poppe
  - 85.ª División de Infantería - Generalleutnant Kurt Chill - después transferido al LXVII Korps
  - 245.ª División de Infantería - Oberst Gerhard Kegler - después transferido al LXVII Korps
  -  256ª División de Infantería - Destruida en la Operación Bagration en el frente oriental, reconstituido en Sept/Oct 1944 en Holanda[2]
  -  712ª División de Infantería - Generalleutnant Friedrich-Wilhelm Neumann

## Comandantes
| N.º | Retrato | Comandante                                     | Desde                  | Hasta                   |
| --- | ------- | ---------------------------------------------- | ---------------------- | ----------------------- |
| 1   |         | Generaloberst Curt Haase                       | 15 de enero de 1941    | 30 de noviembre de 1942 |
| 2   |         | Generaloberst Heinrich von Vietinghoff         | 1 de diciembre de 1942 | 7 de agosto de 1943     |
| 3   |         | Generaloberst Hans von Salmuth                 | 8 de agosto de 1943    | 24 de agosto de 1944    |
| 4   |         | General der Infanterie Gustav-Adolf von Zangen | 25 de agosto de 1944   | 17 de abril de 1945     |